# ای‌تی‌اندتی سنتر

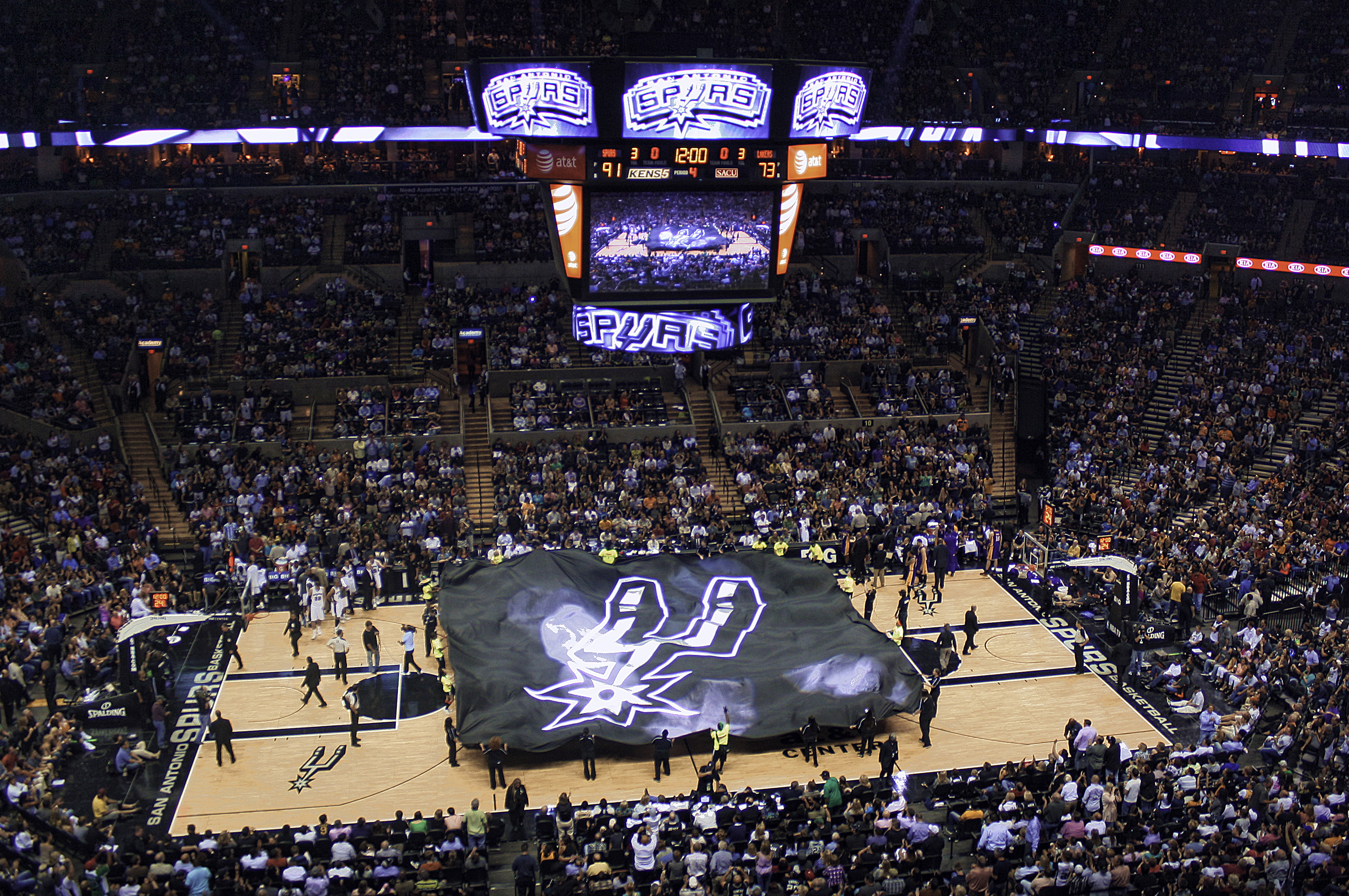

ای تی اند تی سنتر (به انگلیسی: AT&T Center)، تأسیس سال ۲۰۰۲، نام ورزشگاهی در سن آنتونیو در تگزاس است.
این ورزشگاه که برای بازی‌های ورزشی و مراسم بزرگ کنسرت استفاده می‌شود، سرپوشیده است، و ۱۸۷۹۷ نفر ظرفیت دارد، و خانهٔ تیم بسکتبال سن آنتونیو اسپرز است.
شرکت ای‌تی‌اندتی ، حامی مالی این ورزشگاه بوده‌است. الربی بکت معمار این بنا است.